# Faramea myrticifolia
Faramea myrticifolia là một loài thực vật có hoa trong họ Thiến thảo. Loài này được Dwyer mô tả khoa học đầu tiên năm 1993.